# Jamat
Jamat is een bestuurslaag in het regentschap Aceh Tengah van de provincie Atjeh, Indonesië. Jamat telt 358 inwoners (volkstelling 2010).